# Johannes Stark
Johannes Stark (født 15. april 1874 i Schickenhof, død 21. juni 1957 i Traunstein) var en tysk fysiker.
Han blev tildelt Nobelprisen i fysik i 1919 for sin "opdagelse af dopplereffekten i anodestråler og opsplitningen af spektrallinjer i elektriske felter.